# Garfield 2: Priča o dvije mačke
Garfield 2: Priča o dvije mačke (engl. Garfield 2: A Tail of Two Kitties) je američko-britanski dugometražni igrano-računalni film iz 2006. Režirao ga je Tim Hill, a scenarij su napisali Joel Cohen i Alec Sokolow. Film je nastavak istoimenog filma iz 2004. i bio je toliko popularan da je po njemu nastala i videoigra.

## Radnja
Jon Arbuckle planira zaprositi svoju djevojku dr. Liz Wilson, koja ide na poslovno putovanje u London zajedno s Kraljevskim društvom za zaštitu životinja. Jon je slijedi u Ujedinjeno Kraljevstvo kako bi je iznenadio; nakon bijega iz hotela za ljubimce, Garfield i Odie se sakriju u njegov kovčeg i pridruže mu se na izletu. Dok se Jon priprema iznenaditi Liz koja je u istom hotelu, Garfield i Odie bježe kroz prozor i izgube se u Londonu.
Istovremeno, u dvorcu Carlyle u unutrašnjosti Engleske, čita se oporuka gospe Eleanor Carlyle. Ona ostavlja cijeli svoj posjed svom omiljenom mačku Princu XII., što razbjesni njezinog pohlepnog nećaka, lorda Manfreda Dargisa. Lord Dargis će, prema odredbama oporuke, dobivati mjesečnu rentu od 50 funti, ali će zato naslijediti dvorac jednom kada Princ umre. Stoga lord Dargis zarobljava Princa u košari za piknik i baca ga u rijeku.
Princ izlazi iz rijeke i dolazi u London gdje sreće Odieja, a pronalazi ih Jon i vraća se s obojicom u hotel. Dargisov sluga Smithee pronalazi Garfielda koji se izgubio i uzima ga k sebi. Time su Garfield i Princ zamijenili mjesta. U velikom dvorcu Garfield dobiva mnogo slugu i upoznaje svoje životinjske podanike. Tijekom kratkotrajne vladavine pokreće neke reforme, od kojih je najvažnija ukidanje ponedjeljka. Garfield pouči svoje prijatelje kako napraviti lazanje, a Princ se pomalo ulijenio i naviknuo na način života kućne mačke. Lord Dargis ugleda Garfielda i pomisli da se vratio Princ, te više puta pokušava ubiti Garfielda kako bi odvjetnici prepisali dvorac na njega. Pritom zli plemić otkriva svoj tajni plan: uništiti farmu, pobiti životinje i sagraditi raskošne hotele. Jedan od pokušaja uključuje i huškanje rotvajlera Rommela, nazvanog po slavnom njemačkom generalu, da ubije Garfielda.
Odie uspije nagovoriti Princa da se vrati u dvorac Carlyle, pa Princ putem sretne Garfielda. Jon također otkriva zamjenu i stiže u dvorac, u kojem su odvjetnici, investitori i Liz. Garfield ohrabruje životinje i ponese se kao junak, te on i Princ suoče Dargisa čiji je plan otkriven. Dargis uzima oružje i prijeti svima ako ne prepišu posjed na njega. Životinje onesposobe Dargisa i Jon ga udara, a Smithee pozove policiju koja uhićuje Dargisa zbog njegovih zločina. Jon zaprosi Liz, ona prihvaća i oni se zagrle i poljube.

## Glumci

### Pravi glumci
- Breckin Meyer kao Jon Arbuckle

- Jennifer Love Hewitt kao dr. Liz Wilson

- Billy Connolly kao lord Manfred Dargis

- Ian Abercrombie kao sluga Smithee

- Roger Rees kao gospodin Hobbs

- Lucy Davis kao gospođica Abby Westminster

- Jane Carr kao gospođa Witney

- Oliver Muirhead kao gospodin Greene

### Uloge
- Filip Šovagović kao Garfield

- Franjo Dijak kao Jon Arbuckle

- Iva Šulentić kao Liz Wilson

- Sven Medvešek kao Lord Manfred Dargis

- Boris Miholjević kao Princ XII.

- Pero Juričić kao Smithee

- Žarko Potočnjak kao Winston

- Sven Šestak kao Preston

- Zlatko Ožbolt kao gospodin Hobbs

- Živko Anočić kao Nikica

- Ivan Zelić kao Christophe

- Toni Gojanović kao Boško Buha

- Marijana Mikulić kao Eenie i asistentica veterinara

- Jelena Hadži-Manev kao Meenie

- Bojan Navojec kao Rojs i hotelski radnik

- Goran Bogdan kao Zećina

- Željko Šestić kao Bolero

- Daria Knez kao Abby Westminister

- Mirela Brekalo kao gospođa Whitney

- Berko Muratović kao gospodin Greene

- Željko Mavrović kao pripovjedač

- Martin Milinković kao portir i ostale uloge

- Pavlica Bajsić kao vodič i patka

### Ostale uloge
- Dalibor Ivanović
- Ivor Hadžiabdić
- Edin Serdarević
- Luka Miletić
- Korana Serdarević
- Petra Vukelić
- Anja Nigović